# 克拉伦斯·沃尔顿·李拉海
克拉伦斯·沃尔顿·“沃尔特”·李拉海（英語：Clarence Walton "Walt" Lillehei，1918年10月23日—1999年7月5日），美国外科医生，心内直视手术的先驱开创者之一，被称作“心内直视手术之父”、“心脏之王”。同时他还创造了诸多与胸腔外科相关的技术、设备和假体等。

## 家庭和教育背景
克拉伦斯·李拉海（常被人称作“沃尔特”）出生于美国明尼苏达州明尼阿波利斯。父亲克拉伦斯·李拉海（Clarence Lillehei）是一名牙医，母亲是伊丽莎白·李拉海（Elizabeth Lillehei）。他在明尼苏达大学获得了五个学位，其中于1939年以优异成绩获得理學士学位，1942年获得医学士学位并获得全美医学生的最高荣誉Alpha Omega Alpha，1951年获得生理学方向的理學碩士学位，同年还获得了外科学的哲学博士学位。

## 事业
|                                                   | 他是外科学史上的不朽人物之一。 |
| ——实施首例人工心臟植入术的丹顿·库利对李拉海的评价 |                                |

|                                                   | 一位永远鼓舞人心，永远值得纪念的优秀心脏外科医生。 |
| ——人工心肺机的改进者之一约翰·柯克林对李拉海的评价 |                                                    |

李拉海于1951年到1967年期间任明尼苏达大学外科学系教授，期间参与了世界首例利用低温手段操作的心内直视手术。1944年，约翰·霍普金斯大学的阿尔弗雷德·布莱洛克成功在心脏周围大血管实施手术，有效缓解了法洛四联症的症状。这也标志着之前一直被认为是禁区的心脏外科手术成为可能。随后的1952年9月2日，弗洛伊德·约翰·刘易斯医生成功利用低温手段完成第一例心内直视下手术，成为世界首例成功的心脏外科修复术。此时年仅35岁的李拉海是刘易斯的长期挚友和合作同事，也参与到了这例手术之中。
然而低温手段要求手术时间不能超过10分钟，因而具有很大的局限性，不适用于复杂的先天性心脏缺损。李拉海于是开发了利用交叉循环手段完成的手术，手术期间将患者心脏的血液循环切断，另由一位健康人作为供体，在手术患者旁边利用自己的健康心脏为患者提供正常血液循环和组织供氧。1954年3月26日，他采用这种手段成功为一名13个月大的婴儿格雷戈里·格利登（Gregory Glidden）实施手术，利用患儿父亲作为供体，成功修复了患儿的心室中膈缺損。手术修复本身十分成功，但患儿还是在术后11天时因肺部感染而逝世。随后一年，李拉海和他的团队继续采用交叉循环的手段为四十多名患者实施了心内直视手术，其中大部分是年龄不满2岁的婴儿，共有32名患者幸存。这些手术中包括了第一例房室管修复术以及第一例法洛四联症修复术。
1958年，李拉海还促成了世界首台小型外置可携带的电池供电心脏起搏器在临床上的使用。这台心脏起搏器由厄尔·巴肯根据李拉海的意愿发明，此时巴肯刚与合作搭档联合创办了当时规模不大的美敦力公司，负责为明尼苏达大学医院设计维修医疗仪器。1961年，阿尔伯特·斯塔尔（Albert Starr）和罗威尔·爱德华兹（Lowell Edwards）共同发明的斯塔尔－爱德华兹人工心脏瓣膜投入市场，成为史上首个可供置换的人工瓣膜，随后李拉海为这项发明开发出多项设计改进，其中包括李拉海－纳吉布环形盘（the Lillehei-Nakib toroidal disc，1966）、李拉海－卡斯特旋转盘（the Lillehei-Kaster pivoting disc，1967）、卡尔克－李拉海刚性双叶假体（the Kalke-Lillehei rigid bileaflet prosthesis，1968）等。
李拉海还献身于医学教育事业，培养出40个国家的超过150位心脏外科医生，其中包括心脏移植术的四位开创者中的两人：诺曼·沙姆韦与克里斯蒂安·巴纳德（另外两人是理查德·洛厄和阿德里安·坎特罗威茨）。1966到1967年间，李拉海曾担任美国心脏病学学院院长。1967到1974年间，他还担任了纽约康乃爾大學医学院院长。1975年，李拉海回到明尼苏达州圣保罗，成为圣犹达医疗公司的医学事务总监，还担任了明尼苏达大学外科学系的临床教授。明尼苏达大学的心脏研究所也以他的名字命名为“李拉海心脏研究所”（Lillehei Heart Institute）。

## 荣誉与奖项
李拉海曾因第二次世界大战期间在意大利服役而获得美军銅星勳章。他还获得了1955年拉斯克临床医学研究奖和1957年美国医学会颁发的赫克托恩金质奖章（Hektoen Gold Medal）。1963，李拉海获得加拿大盖尔德纳国际奖，之后于1986年获得了诺贝尔生理学或医学奖提名。他于1993年入选明尼苏达州发明家名人堂（Minnesota Inventors Hall of Fame）。1996年还获得了哈维奖科学技术奖。

## 延伸阅读
- Miller, G. Wayne King of Hearts, The true story of the maverick who pioneered the open heart surgery  (Times Books. 2000)
- Goor, Daniel A. The Genius of C. Walton Lillehei and The True History of Open Heart Surgery (Vantage Press.  2007)